# Żabica
Żabica – jezioro w woj. zachodniopomorskim, w powiecie łobeskim, w gminie Węgorzyno, leżące na terenie Pojezierza Drawskiego.
Jezioro jest położone między wsiami Brzeźniak (na zachód od jeziora) oraz Zbrojewo (na wschód od jeziora).
W akwenie występują takie gatunki ryb jak: lin, okoń, szczupak, leszcz, karaś i płoć.

## Dane morfometryczne
Powierzchnia zwierciadła wody według różnych źródeł wynosi od 55,0 ha przez 65,3 ha do 67,26 ha.
Zwierciadło wody położone jest na wysokości 72,3 m n.p.m. lub 72,4 m n.p.m. Średnia głębokość jeziora wynosi 1,9 m, natomiast głębokość maksymalna 4,6 m.

## Hydronimia
Dane z państwowego rejestru nazw geograficznych podają Żabica jako oficjalną nazwę tego jeziora. Według spisu opracowanego przez Komisję Nazw Miejscowości i Obiektów Fizjograficznych (KNMiOF) nazwa tego jeziora to Jezioro Żabickie. W różnych publikacjach i na mapach topograficznych jezioro to występuje pod nazwą Żabice.
Dane z państwowego rejestru nazw geograficznych podają oboczne nazwy tego jeziora: Jezioro Żabickie oraz Żabice.